# Metakrilna kislina
Metakrilna ali 2-metil-2-propenojska kislina je nenasičena organska karboksilna kislina. Je brezbarvna viskozna tekočina neprijetnega jedkega vonja, topna v topli vodi in večini organskih topil. Največ kisline se porabi za sintezo estrov, predvsem metil metakrilata, metakrilati pa so monomeri  za proizvodnjo polimetil metakrilatnih stekel, na primer Lucitea in Plexiglasa. Majhne količine metakrilne kisline so v eteričnem olju kamilice (Anthemis nobilis).

## Sinteze in reakcije
Metakrilna kislina se je prvič sisntetizirala kot etil ester z reakcijo med fosforjevim pentakloridom (PCl5) in estrom oksiizomaslene kisline. . Veliko enostavnejša je sinteza s kuhanjem citra- ali mezo-brompirovinske kisline z alkalijami. Metakrilova kislina izkristalizira iz reakcijske zmesi v obliki prizem. S taljenjem z alkalijami tvori propanojsko kislino. Natrijev amalgam jo reducira v izomasleno kislino. Polimerna oblika metakrilove kisline je bila prvič opisana leta 1880.
Večina industrijske proizvodnje metakrilove kisline  poteka z oksidacijo  izobutena (2-metilpropen) ali terc-butanola (2-metil-2-propanol) v vmesni produkt metakrolein (2-metil-2-propenal), z nadaljnjo oksidacijo pa nastane metakrilova  kislina. Večina kisline se zaestri v metakrilate. Svetovna proizvodnja metil metakrilata je več kot 3 milijone ton.